# Lambert Chaumont

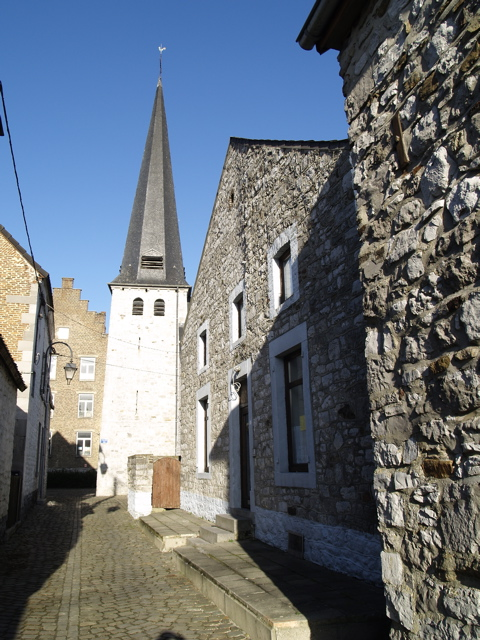
Saint-Germain in Hoei (België), waar Chaumont pastoor was

Lambert Chaumont (Luik, circa 1630 – Hoei, 23 april 1712) was een karmeliet in het prinsbisdom Luik en componist van orgelmuziek. Zijn kloosternaam was Lambert de Saint-Théodore.
Chaumont trad in in het klooster van de Karmelieten in de stad Luik (1649-1651). Hij volgde noviciaat in Reims. Eénmaal priester gewijd trok hij naar het Karmelietenklooster van Hoei. In 1674 werd hij de pastoor van Saint-Martin in Hoei. Deze kleine parochie ruilde hij voor de grotere parochie Saint-Germain in 1688. Het werk van pastoor combineerde hij met de functie van Karmelieten prior van Hoei. Door zelfstudie bekwaamde hij zich in orgelmuziek.
Zijn best bewaarde compositie is een boek met 111 orgelstukken; het boek heeft de titel Pièces d’orgues sur les huit tons. Dit boek liet Chaumont uitgeven in Luik (1695). De stijl is barok met typische fuga’s waarbij Chaumont voorslagen gebruikt (versieringsnoten). Daarnaast is er een handboek voor organisten bekend: Intégrale du Livre d’orgue. Schoonbroodt, een leraar orgel in Luik, heeft dit handboek van Chaumont bestudeerd (20e eeuw).
- Biblioteca Nacional de España: XX1777138
- Bibliothèque nationale de France: cb14842990p (data)
- Gemeinsame Normdatei: 1089750366
- International Standard Name Identifier: 0000 0000 8413 0902
- Library of Congress Control Number: n83051558
- MusicBrainz: 4f9302ec-dbe6-48ef-8ac4-e7a5ba68a3a8
- Nationale Bibliotheek van Israël: 987007284364205171
- Nederlandse Thesaurus van Auteursnamen: 154849758
- SNAC: w6xw79qz
- Système universitaire de documentation: 112618367
- Virtual International Authority File: 116263991
- WorldCat: E39PBJxxd6Pj88rJ6rCqVggkDq